# Papež Anastazij III.
Anastazij III. (latinsko Papa Anastasius Tertius), italijanski rimskokatoliški škof in papež; * 9. stoletje Rim, (Lacij, Papeška država, Frankovsko cesarstvo danes: Italija), † junij 913 Rim (Papeška država, Sveto rimsko cesarstvo, danes: Italija) 

Papež je bil od aprila 911 do junija 913. 

## Življenjepis
Anastazij je bil sin rimskega plemenitaša Lucijana (Luciano). Nekateri ga imajo za sina njegovega predhodnika Sergija III.; izgleda pa, da so ga pomešali z drugim papežem, ki je skoraj gotovo bil sin Sergija in Marozie, z Janezom XI.. 

## Papež
Za papeža je bil izvoljen - najbrž pod vplivom mogočnega Teofilaka in njegove žene Teodore - septembra 911. Njegovo papeževanje označuje zmernost in blagost, a podrobnosti niso znane. Zapustil je potomstvu v spomin zgledno življenje pobožnosti in svetosti. 

Dejavno je sodeloval pri določanju cerkvene razmejitve v Nemčiji. Nasledil je Sergija ter je vladal okoli dve leti in dva mesca. 
Od Anastazija se je ohranila ena edina bula s katero dovoljuje Ragimpertu, škofu v Vercelliju, nošenje palija. Anastazij naj bi bil potrdil in povečal z bulo Convenit apostolico (potestate) »petente Hogero archiepiscopo«"  predpravice Cerkve v Hamburgu – a ta bula je ponarejena. 

Zanesljivo pa je podelil tudi privilegije škofu v Paviji na prošnjo italijanskega kralja Berengarja I. (882-924) kar priča o njunih dobrih odnosih, in sicer: da smejo nositi pred njim križ, da sme jahati na belem konju (kar je bila doslej le papeška pravica), in da pri papeških zborovanjih sedi na njegovi desnici. 

### Stiki sCarigradom
912 je Anastazij dobil pismo od carigrajskega patriarha Nikolaja I. Pobožnega (Nikolaos Mystikos), ki je ponovno zasedel patriarško stolico (912-925). V tem pismu se Nikolaj pritožuje nad dovoljenjem papeža Sergija 906, ko je odobril četrto poroko bizantinskemu cesarju [[Leon III., kakor tudi nad obnašanjem papeževih odposlancev – ter je zahteval zadoščenje. Ni znan odgovor, čeprav ga je dal, carigrajskemu patriarhu Nikolaju Pobožnemu. Smemo predpostavljati, da je potrdil Sergijevo odločitev in da odgovor patriarha ni zadovoljil, saj ga je izbrisal iz diptiha, kjer se je omenjalo papeževo ime pri liturgiji.   Drugi menijo, da papež na pismo sploh ni odgovoril. 

### SpreobrnjenjeNormanov
911 so napadli Madžari Burgundijo in jo opustošili. 20. julija istega leta, ko so Francijo napadli Vikingi, je bila odločilna bitka pri Chartresu. Rola in njegove Dance je premagala krščanska zveza: škof Gouteaume, brat kralja Eudesa vojvoda Robert, burgundski vojvoda Rihard in grof Poitiersa Ebles Manzer. Jeseni je sledil mirovni sporazum: Karel Preprosti je prepustil Rolu del Neustrije, ki je postal Normandija in on se je skupaj s svojimi Danci spreobrnil na katoliško vero. Največ zaslug za pokristjanjenje ima ruenski škof Franko (911-919), ki je Rola krstil v ruenski stolnici; pri krstu je dobil ime Robert. Ta krst bo nedvomno velikega pomena za zgodovino papeštva in Italije tudi v prihodnosti.   Karel mu je dal za ženo svojo hčerko Gizelo in Robert je prisilil Normane, da so se za stalno naselili in se hrabro izkazali v mnogih bitkah. 

### Teofilaktovarodovina inpapeštvo
Teofilakt I., ki je bil v sorodu že s tremi papeži (Hadrijanom I., Hadrijanom III. in Sergijem III.), je bil nosilni steber te rodovine, ki so jo pozneje poimenovali "Conti di Tuscolo" ali "Tuscolani" ("Tuskulski grofje" ali "Tuskulani"), ki je dala krščanstvu veliko papežev, kot Teofilatto II. in Teofilatto III., ki sta postala tudi papeža Benedikt VIII. (1012-1024) ter Benedikt IX. (1032-1044).

### Klinijsko gibanje
Prav v času, ko je bila najvišja služba v Cerkvi v hudih stiskah, se je porodilo novo duhovno središče, ki je z bogastvom svojega močnega duhovnega življenja oplajalo resno in odgovorno redovno življenje po številnih samostanih in prek njih med vernim ljudstvom v dobršnem delu Evrope: leta 909 je akvitanski vojvoda Viljem ustanovil opatijo Cluny v Burgundiji in jo poveril odločnemu in pobožnemu opatu Bernonu. Moč samostana je bila predvsem v njegovem bogatem molitvenem življenju in bogoslužju ter v njegovi notranji in zunanji svobodi: samostan je sam svobodno volil svojega opata ter bil izvzet iz jurisdikcije krajevnega škofa in podvržen neposredno apostolskemu sedežu, ki je v tujini užival veliko večji ugled kot v samem Rimu. Že v času opata Bernona (909-927) se je prenovitvenim prizadevanjem Clunyja pridružilo šest burgundskih samostanov, njegov vpliv pa je naglo rastel. S tem se je začela v Cerkvi znamenita gregorijanska reforma. 

### Dela
- »Documenta Catholica Omnia« (v latinščini). Pridobljeno 6. decembra 2011.

## Smrt in spomin
Anastazij III. je nenadoma umrl junija 913 Rimu. Nekateri menijo, da je bil umorjen, češ da se je zameril Teodorini mlajši hčerki Teodori. 

Liber pontificalis (s. 239) trdi, da je Anastazij umrl po 2 letih in 3 mescih papeževanja.Če predpostavljamo, da je Sergij III. sedel na prestolu sv. Petra 7 let, 4 mesce in 17 dni, kot pravi Liber pontificalis (str. 236 iz 15. stoletja), si lahko zamislimo kot dan Anastazijeve smrti poleti v avgustu, ali kar v oktobru 913, vendar je prvi datum bolj široko sprejet. 

Pokopan je v stari Baziliki sv. Petra. 

### Epitaf
| latinski izvirnik | italijanski prevod | slovenski prevod |
| --- | --- | --- |
| Vatis Anastasii requiescunt membra sepulcro: Sed numquam meritum parvula claudit humus. Rexit apostolicam blando moderamine sedem Tertius existens ordine Pontificum. Ad Christum pergens, peccati vincula sperat Omnia clementer solvere posse sibi. Undique currentes huius ad limina templi, Ut praestet requiem poscite corde Deum. | Nel sepolcro riposano le spoglie di Papa Anastasio, ma mai un po' di terra sigilla il merito. Resse la Sede Apostolica con dolce moderazione, colui che fu il terzo nella numerazione dei Pontefici [a portare questo nome]. Avviandosi verso Cristo, spera che Lui possa sciogliere, con clemenza, tutte le catene del peccato. Da ogni parte coloro che corrono alle soglie del tempio [la Basilica Vaticana], chiedete con cuore a Dio che gli conceda pace. | V grobu počivajo ostanki pesnika Anastazija, Toda malo zemlje ne more nikoli izraziti zaslug. Vladal je Apostolski sedež s sladko zmernostjo, On, ki je bil tretji papež s tem imenom. Ko se je odpravil h Kristusu, ima trdno upanje, Da mu bo njegova blagost raztrgala verige greha. Od vsepovsod tisti, ki obiskujeto prostore te cerkve, Prosite prisrčno Boga, naj mu podeli mir. |

### Ocena
- To obdobje smemo imenovati mračno predvsem zaradi popolnega pomanjkanja neodvisnih zgodovinskih virov. Ozračje negotovosti glede tega obdobja poudarja in vključno potrjuje kriza, ki so jo preživljale takratne politične in cerkvene rimske ustanove: poročil, ki jih vsebujejo takratni seznami, praktično ni; žal istočasno obstaja zgodovinopisna praznina, ki je vsepovsod značilna za prvi dve desetletji X. stoletja. [13]
- Za papeže je bilo 10. stoletje zares temačno in ga po pravici imenujemo Mračno stoletje. Brez cesarske zaščite so bili na milost in nemilost prepuščeni muham rimskega in italijanskega plemstva, ki si je nadzor nad Cerkvijo pridobivalo tako, da je na njene položaje nastavljalo svoje sorodnike ali politične somišljenike, ne glede na to, ali so bili vredni te časti; v svojem stremuštvu so nastavljali in odstavljali papeže, večkrat pa jim tudi stregli po življenju. Kronika, ki jo je napisal nemški škof Liutprand,[14] slika posvetnost na papeževem dvoru; vendar jo je treba brati s pridržkom, saj je bil pisec zelo protirimsko razpoložen - kar tudi sam izrecno poudarja - in je zato dvomno, da je pisal nepristransko. [15] Mračno pa imenujejo to stoletje tudi zato, ker je bilo polno spletk in umorov, ki so dosegali tudi papeški dvor; obenem pa je bilo to tudi obdobje roparskih vpadov divjih poganskih Normanov, Vikingov in Madžarov, ter muslimanskih Saracenov in Turkov.
- Za to obdobje manjkajo neodvisni in nepristranski zgodovinski viri. Večino poročil o škandalih, nasilju in razvratu v Rimu je napisal torej Liutprand. Svojemu delu je dal pomenljiv naslov Maščevanje. Ta naslov daje slutiti, da je v svojem pripovedovnju brez dvoma pretiraval in da je pač nalašč izbiral samo pikantne zgodbe, da bi se na ta način maščeval nekaterim ljudem. Pretresljivo pa je na primer Liutprandovo mnenje, da je bila za Langobarde, Sase in Franke najhujša zmerljivka in žalitev, če si komu rekel, da je Rimljan. V tej besedi je po njegovem mnenju izraženo vse, kar je na tem svetu slabega, zlobnega in gnilega. Kljub Liutprandovim pretiravanjem pa je ostalo v takratni družbi še vedno dovolj slabega, kar je najedalo tudi Cerkev tako od zunaj kot od znotraj. Tako si lahko mislimo, da je to kljub pretiravanjem to bil v resnici strašen čas. [16]